# Maira nigrithorax
Maira nigrithorax là một loài ruồi trong họ Asilidae. Maira nigrithorax được Wulp miêu tả năm 1872. Loài này phân bố ở miền Australasia và miền Ấn Độ - Mã Lai.